# Metilprednisolona
La metilprednisolona és un esteroide sintètic del grup dels glucocorticoides que s'utilitza en medicina per les seves propietats immunosupressores i antiinflamatòries, per la qual cosa la seva administració alleuja la inflamació (inflor, calor, enrogiment i dolor). Es fa servir per tractar certes formes d'artritis, així com trastorns de la pell, la sang, el ronyó, els ulls, la tiroide i els intestins (per exemple, colitis), al·lèrgies severes i asma. La metilprednisolona també es fa servir per tractar certs tipus de càncer. És molecularment similar a una hormona natural produïda per les glàndules suprarenals, per la qual cosa és indicada en medicina per tractar els símptomes produïts per un brusc descens dels nivells de glucocorticoides en l'organisme, per exemple en la malaltia d'Addison.
La metilprednisolona també s'utilitza en l'esclerosi múltiple del tipus recurrent-remitent com a tractament de xoc davant l'aparició d'un nou brot.
La metilprednisolona també s'indica en alguns casos de lesions traumàtiques de la medul·la espinal.
El BOE va publicar el 13 de juny de 2020 el llistat de medicaments que el Ministeri de Sanitat considera "essencials" per combatre el coronavirus, entre els quals hi ha la metilprednisolona.

## Mecanisme d'acció
La metilprednisolona inhibeix la formació d'àcid araquidònic i inhibeix les manifestacions immediates i no-immediates (com la cicatrització i la proliferació cel·lular) de la inflamació. També inhibeix la vasodilatació, reduint la transsudació de líquid i la formació d'edema, disminueix l'exsudació cel·lular i redueix els dipòsits de fibrina al voltant de l'àrea d'inflamació.
Interacciona amb uns receptors citoplasmàtics intracel·lulars específics. Una vegada format el complex receptor-glucocorticoide, aquest penetra en el nucli, on interactua amb seqüències específiques d'ADN, que estimulen o reprimeixen la transcripció gènica d'ARNm específics que codifiquen la síntesi de determinades proteïnes en els òrgans diana que, en última instància, són les autèntiques responsables de l'acció del glucocorticoide.

## Efectes adversos
La metilprednisolona té efectes secundaris severs en pacients que prenen aquest medicament a llarg termini, incloent obesitat, osteoporosi, glaucoma i psicosi. L'efecte més seriós és la cessació de la producció natural de cortisol, per la qual cosa acabar de manera abrupta l'administració de la metilprednisolona, després de l'ús perllongat, pot causar l'aparició d'una crisi de Addison, que pot ser mortal.